# Serguéi Ignashévich
Serguéi Nikoláyevich Ignashévich (en ruso: Сергей Николаевич Игнаше́вич; Moscú, Unión Soviética, 14 de julio de 1979) es un exfutbolista y entrenador ruso. Jugaba de defensa y su último equipo fue el P. F. C. CSKA Moscú. Desde junio de 2024 está sin equipo tras dirigir al F. C. Baltika Kaliningrado.

## Biografía
Ignashévich empezó su carrera profesional en el Spartak Orekhovo en la temporada 1998-99. Allí jugó seis meses, en los que disputó 17 partidos. 
En enero de 1999 fichó por el PFC Krylia Sovetov Samara. Con este equipo debutó en la Liga Premier de Rusia. Al principio no disfrutó de muchas oportunidades, jugó solamente seis partidos de liga y marcó un gol. Al año siguiente consiguió hacerse un hueco como titular.
A principios de 2000 se marchó a jugar al Lokomotiv de Moscú. Con este equipo ganó una Copa de Rusia en su primera temporada y en la siguiente se proclamó campeón de Liga.
En 2003 fichó por su actual club, el CSKA Moscú. La temporada 2004-05 su equipo realizó un gran trabajo, consiguiendo un doblete (Liga y Copa) y proclamándose campeón de la Copa de la UEFA, ganando la final contra el Sporting de Lisboa por 3 a 1. Al año siguiente su equipo volvió a conquistar la Liga y la Copa de Rusia.

## Selección nacional
Fue internacional con la selección de Rusia en 127 ocasiones, convirtiendo 8 goles. Su debut como internacional se produjo el 21 de agosto de 2002 en un partido contra Suecia, partido que empataron 1 a 1.
Fue convocado para participar en la Eurocopa de Austria y Suiza de 2008. Se lesionó antes de empezar el campeonato y no pudo jugar el primer partido del torneo. Después Ignashévich disputó como titular todos los partidos restantes, incluida la semifinal, donde su selección cayó derrotada por 3 a 0 frente a España.
El 12 de mayo de 2014 Fabio Capello, director técnico de la selección nacional de Rusia, incluyó a Ignashévich en la lista provisional de 30 jugadores que iniciarían la preparación con miras a la Copa Mundial de Fútbol de 2014. El 2 de junio fue ratificado por Capello en la nómina definitiva de 23 jugadores.
El 4 de junio de 2018 el seleccionador Stanislav Cherchesov le incluyó en la lista de 23 para el Mundial. Después de participar en el torneo, capitaneando a Rusia hasta los cuartos de final, anunció su retiro de la selección.

### Participaciones en Copa Mundial de Fútbol
| Mundial                        | Sede   | Resultado        | Partidos | Goles |
| ------------------------------ | ------ | ---------------- | -------- | ----- |
| Copa Mundial de Fútbol de 2014 | Brasil | Primera fase     | 3        | 0     |
| Copa Mundial de Fútbol de 2018 | Rusia  | Cuartos de final | 5        | 0     |

### Participaciones en Eurocopa
| Torneo        | Sede              | Resultado    |
| ------------- | ----------------- | ------------ |
| Eurocopa 2008 | Suiza y Austria   | Cuarto lugar |
| Eurocopa 2012 | Polonia y Ucrania | Primera fase |

## Clubes

### Como jugador
| Club                           | País  | Año       |
| ------------------------------ | ----- | --------- |
| Spartak Orekhovo               | Rusia | 1998-1999 |
| P. F. C. Krylia Sovetov Samara | Rusia | 1999-2000 |
| F. C. Lokomotiv Moscú          | Rusia | 2000-2003 |
| P. F. C. CSKA Moscú            | Rusia | 2003-2018 |

### Como entrenador
| Club                       | País  | Año       |
| -------------------------- | ----- | --------- |
| F. C. Torpedo Moscú        | Rusia | 2019-2021 |
| F. C. Baltika Kaliningrado | Rusia | 2021-2024 |

## Palmarés

### Títulos nacionales
| Título                | Club                  | País  | Año  |
| --------------------- | --------------------- | ----- | ---- |
| Copa de Rusia         | F. C. Lokomotiv Moscú | Rusia | 2001 |
| Liga Premier de Rusia | F. C. Lokomotiv Moscú | Rusia | 2002 |
| Supercopa de Rusia    | F. C. Lokomotiv Moscú | Rusia | 2003 |
| Supercopa de Rusia    | P. F. C. CSKA Moscú   | Rusia | 2004 |
| Copa de Rusia         | P. F. C. CSKA Moscú   | Rusia | 2005 |
| Liga Premier de Rusia | P. F. C. CSKA Moscú   | Rusia | 2005 |
| Supercopa de Rusia    | P. F. C. CSKA Moscú   | Rusia | 2006 |
| Copa de Rusia         | P. F. C. CSKA Moscú   | Rusia | 2006 |
| Liga Premier de Rusia | P. F. C. CSKA Moscú   | Rusia | 2006 |
| Supercopa de Rusia    | P. F. C. CSKA Moscú   | Rusia | 2007 |
| Copa de Rusia         | P. F. C. CSKA Moscú   | Rusia | 2008 |
| Supercopa de Rusia    | P. F. C. CSKA Moscú   | Rusia | 2009 |
| Copa de Rusia         | P. F. C. CSKA Moscú   | Rusia | 2009 |
| Copa de Rusia         | P. F. C. CSKA Moscú   | Rusia | 2011 |
| Liga Premier de Rusia | P. F. C. CSKA Moscú   | Rusia | 2013 |
| Copa de Rusia         | P. F. C. CSKA Moscú   | Rusia | 2013 |
| Supercopa de Rusia    | P. F. C. CSKA Moscú   | Rusia | 2013 |
| Liga Premier de Rusia | P. F. C. CSKA Moscú   | Rusia | 2014 |
| Supercopa de Rusia    | P. F. C. CSKA Moscú   | Rusia | 2014 |
| Liga Premier de Rusia | P. F. C. CSKA Moscú   | Rusia | 2016 |

### Títulos internacionales
| Título          | Club                | Sede   | Año  |
| --------------- | ------------------- | ------ | ---- |
| Copa de la UEFA | P. F. C. CSKA Moscú | Lisboa | 2005 |